# カリフォルニア州第12区
カリフォルニア州第12区 (カリフォルニアしゅうだい12く、英:California's 12th congressional district ) は、アメリカ合衆国下院の選挙区。

## 区域

### 現在の区域
- アラメダ郡北西部

### 2013年〜2023年
- サンフランシスコ(一部を除く)

現在のカリフォルニア州第11区と同一の区域である。

## 歴史
1930年の国勢調査後にこの選挙区が設立された時はロサンゼルス郡に位置していたが、カリフォルニア州の人口が増加するにつれて、この選挙区は北に移動し、最終的にはサンフランシスコ半島に移動した。
後に第37代アメリカ合衆国大統領となるリチャード・ニクソンは、1946年から1950年までこの選挙区選出の議員だった。元下院議長のナンシー・ペロシは、2012年から2022年までこの地区の代表を務めた。
この選挙区はクック党派投票指数でD+40を記録し、全米で最も民主党寄りな選挙区として評されている。